# 1923 en Palestine mandataire
Chronologie de la Palestine
- 1919
- 1920
- 1921
- 1922
- 1923
- 1924
- 1925
- 1926
- 1927

Cette page concerne les évènements survenus en 1923 en Palestine mandataire :

## Évènements
- Troisième Alya (en) (migration de Juifs en Palestine - 1919 - 1923)[1].
- février-mars : Élection du Conseil législatif palestinien (en)
- mars : Accord Paulet-Newcombe
- 15 mai : La Grande-Bretagne reconnaît la Transjordanie comme un gouvernement indépendant, bien qu'elle reste sous le mandat britannique de Palestine.
- 16-20 juin : Le sixième congrès arabe palestinien se tient à Jaffa.
- 26 septembre - Le mandat britannique pour la Palestine, instrument juridique pour l'administration de la Palestine, confirmé par le Conseil de la Société des Nations le 24 juillet 1922, entre en vigueur.

## Création
- Ramat Ha-Sharon
- Société arabe orthodoxe (en)

## Naissances
- 15 septembre : Yosef Harish (en), juriste israélien, procureur général d'Israël (mort en 2013).
- 27 septembre : Meir Avizohar (en), homme politique israélien (mort en 2008).
- 9 octobre : Haim Gouri, poète, romancier, journaliste et documentariste israélien (mort en 2018).

## Décès
- Samuel Raffaeli (he), numismate, collectionneur, marchand d'antiquités et écrivain.